# Agarwalomyces
Agarwalomyces är ett släkte av svampar. Agarwalomyces ingår i divisionen sporsäcksvampar och riket svampar.